# Bírendra nepáli király
Birendra (nepáliul: वीरेन्द्र वीर विक्रम शाह; Katmandu, Nepál, 1945. december 28. – Katmandu, Nepál, 2001. június 1.) nepáli király, a Sah-dinasztia királya. Dipendra nepáli király apja és Dnyánendra nepáli király bátyja.

## Élete
Apja Mahendra nepáli király, anyja Indra hercegnő, Kumar Hari Samser Dzsang Bahadur Rana lánya.
Birendra a dardzsilingi St. Joseph's College-ban, majd az angliai Eton College-ban tanult. 1967-ben a Tokió Egyetemen, 1967-től 1968-ig a Harvard Egyetem folytatott tanulmányokat. Apja halála után, 1972. január 31-én lépett trónra, 1975. február 24-én koronázták királlyá Katmanduban. Birendra egyeduralkodóként abszolút hatalommal rendelkezett országában, miután 1960-tól nem működött a parlament, és 1962-től be voltak tiltva a politikai pártok. A hidegháború idején sikerült megőriznie országa függetlenségét annak ellenére, hogy a szomszédos Kína, India és Szovjetunió is próbálkozott beavatkozni Nepál belügyeibe. 1990-ben új alkotmányt biztosított a népének, melyben lehetővé tette újra a többpárti demokráciát és a hatalmi ágak szétválását, és ezzel népszerűséget szerzett az országában.
1996-ban maoista lázadók az ország egyes területeire kiterjesztették hatalmukat kínai támogatással, és a monarchia megdöntését tűzték ki célul, amit 2008-ban sikerült is véghez vinniük. Ezt azonban már Birendra király nem érhette meg. 2001. június 1-jén ugyanis, a hivatalos változat szerint, Dipendra trónörökös vérfürdőt rendezett a családjában egy bankett során, mivel a szülei nem engedélyezték számára, hogy feleségül vegye a barátnőjét, aki az 1951-ig a miniszterelnököt adó Rana családból származott. A mészárlás során a királyi család tíz tagja, köztük Birendra király, a királyné és a királyi pár gyermekei is életüket vesztették. A trónörökösből ekkor királlyá előlépett Dipendra pedig öngyilkosságot követett el, kómába esett, és három nappal később ő is meghalt. A királyi széket ekkor Birendra király idősebbik öccse, Dnyánendra foglalta el, aki viszont a nép szemében a vérfürdő értelmi szerzője és haszonélvezője.
Birendra királynak a leszármazottai közül csak két kiskorú lányunokája maradt életben, az akkor hároméves Girváni és a nyolc hónapos Szurangana, akik a király lányának, Sruti hercegnőnek voltak a leányai. Ők apjuk, Gorak Samser Dzsang Bahadur Rana védőszárnyai alatt nevelkednek, aki szintén megsérült a merényletben, de neki sikerült életben maradnia, ellentétben feleségével, aki a kórházba szállítást követően a vérveszteség következtében meghalt.

## Gyermekei
- Feleségétől, Aisvari (1949. november 7. – 2001. június 1.) királynétól, 3 gyermek:
  - Dipendra (1971. június 27. – 2001. június 4.) trónörökös, 2001. június 1-jétől június 4-éig Nepál királya, nem nősült meg, gyermekei nem születtek
  - Sruti (1976. október 16. – 2001. június 1.) hercegnő, férje Gorak Samser Dzsang Bahadur Rana (1969. február 17. –), 2 leány:
    - Girváni (1998. január 22. –) hercegnő
    - Szurangana (2000. október 2. –) hercegnő

  - Niradzsan (1978. november 6. – 2001. június 1.) herceg, nem nősült meg, gyermekei nem születtek